# Suki! Suki! Skip!
„Suki! Suki! Skip!” (jap. スキ! スキ! スキップ! Suki! Suki! Sukippu!) – debiutancki singel japońskiego zespołu HKT48, wydany w Japonii 20 marca 2013 roku przez Universal Sigma.
Singel został wydany w czterech edycjach: trzech regularnych (Type A, Type B, Type C) oraz „teatralnej” (CD). Osiągnął 1 pozycję w rankingu Oricon i pozostał na liście przez 26 tygodni, sprzedał się w nakładzie 291 876 egzemplarzy.

## Lista utworów
Wszystkie utwory zostały napisane przez Yasushiego Akimoto.

### Type A
| CD | CD                                                               | CD               | CD              | CD      |
| Nr | Tytuł utworu                                                     | Kompozycja       | Aranżacja       | Długość |
| -- | ---------------------------------------------------------------- | ---------------- | --------------- | ------- |
| 1. | „Suki! Suki! Skip!” (jap. スキ! スキ! スキップ!)                 | Yūsuke Kobayashi | Seiji Mutō      | 3:56    |
| 2. | „Onegai Valentine” (jap. お願いヴァレンティヌ)                   | Kōta Ogawa       | Ikuta Machine   | 5:01    |
| 3. | „Kataomoi no karaage” (jap. 片思いの唐揚げ) (wyk. Amakuchi-hime) | Makoto Wakatabe  | Makoto Wakatabe | 4:58    |
| 4. | „Suki! Suki! Skip!” (jap. スキ! スキ! スキップ!) (Instrumental)  | Yūsuke Kobayashi | Seiji Mutō      | 3:56    |
| 5. | „Onegai Valentine” (jap. お願いヴァレンティヌ) (Instrumental)    | Kōta Ogawa       | Ikuta Machine   | 5:01    |
| 6. | „Kataomoi no karaage” (jap. 片思いの唐揚げ) (Instrumental)       | Makoto Wakatabe  | Makoto Wakatabe | 4:58    |

| DVD | DVD                                                            | DVD     |
| Nr  | Tytuł utworu                                                   | Długość |
| --- | -------------------------------------------------------------- | ------- |
| 1.  | „Suki! Suki! Skip!” (jap. スキ! スキ! スキップ!) (Music Video) |         |
| 2.  | „Kataomoi no karaage” (jap. 片思いの唐揚げ) (Music Video)      |         |
| 3.  | „Tōkyō shūgakuryokō” (jap. 東京修学旅行)                       |         |

### Type B
| CD | CD                                                              | CD                 | CD            | CD      |
| Nr | Tytuł utworu                                                    | Kompozycja         | Aranżacja     | Długość |
| -- | --------------------------------------------------------------- | ------------------ | ------------- | ------- |
| 1. | „Suki! Suki! Skip!” (jap. スキ! スキ! スキップ!)                | Yūsuke Kobayashi   | Seiji Mutō    | 3:56    |
| 2. | „Onegai Valentine” (jap. お願いヴァレンティヌ)                  | Kōta Ogawa         | Ikuta Machine | 5:01    |
| 3. | „Ima ga ichiban” (jap. 今がイチバン) (wyk. Umakuchi-hime)       | Katsuhiko Yamamoto | Seiji Mutō    | 4:38    |
| 4. | „Suki! Suki! Skip!” (jap. スキ! スキ! スキップ!) (Instrumental) | Yūsuke Kobayashi   | Seiji Mutō    | 3:56    |
| 5. | „Onegai Valentine” (jap. お願いヴァレンティヌ) (Instrumental)   | Kōta Ogawa         | Ikuta Machine | 5:01    |
| 6. | „Ima ga ichiban” (jap. 今がイチバン) (Instrumental)             | Katsuhiko Yamamoto | Seiji Mutō    | 4:38    |

| DVD | DVD                                                            | DVD     |
| Nr  | Tytuł utworu                                                   | Długość |
| --- | -------------------------------------------------------------- | ------- |
| 1.  | „Suki! Suki! Skip!” (jap. スキ! スキ! スキップ!) (Music Video) |         |
| 2.  | „Ima ga ichiban” (jap. 今がイチバン) (Music Video)             |         |
| 3.  | „Hakata kankō an'nai” (jap. 博多観光案内)                      |         |

### Type C
| CD | CD                                                              | CD               | CD                   | CD      |
| Nr | Tytuł utworu                                                    | Kompozycja       | Aranżacja            | Długość |
| -- | --------------------------------------------------------------- | ---------------- | -------------------- | ------- |
| 1. | „Suki! Suki! Skip!” (jap. スキ! スキ! スキップ!)                | Yūsuke Kobayashi | Seiji Mutō           | 3:56    |
| 2. | „Onegai Valentine” (jap. お願いヴァレンティヌ)                  | Kōta Ogawa       | Ikuta Machine        | 5:01    |
| 3. | „Seifuku no Bambi” (jap. 制服のバンビ)                          | Makoto Wakatabe  | Yūichi "Masa" Nonaka | 4:08    |
| 4. | „Suki! Suki! Skip!” (jap. スキ! スキ! スキップ!) (Instrumental) | Yūsuke Kobayashi | Seiji Mutō           | 3:56    |
| 5. | „Onegai Valentine” (jap. お願いヴァレンティヌ) (Instrumental)   | Kōta Ogawa       | Ikuta Machine        | 5:01    |
| 6. | „Seifuku no Bambi” (jap. 制服のバンビ) (Instrumental)           | Makoto Wakatabe  | Yūichi "Masa" Nonaka | 4:08    |

| DVD | DVD                                                              | DVD     |
| Nr  | Tytuł utworu                                                     | Długość |
| --- | ---------------------------------------------------------------- | ------- |
| 1.  | „Suki! Suki! Skip!” (jap. スキ! スキ! スキップ!) (Music Video)   |         |
| 2.  | „Member zen'in ippatsugyagu-shū” (jap. メンバー全員一発ギャグ集) |         |

### Wer. teatralna
| CD | CD                                                                                 | CD               | CD             | CD      |
| Nr | Tytuł utworu                                                                       | Kompozycja       | Aranżacja      | Długość |
| -- | ---------------------------------------------------------------------------------- | ---------------- | -------------- | ------- |
| 1. | „Suki! Suki! Skip!” (jap. スキ! スキ! スキップ!)                                   | Yūsuke Kobayashi | Seiji Mutō     | 3:56    |
| 2. | „Onegai Valentine” (jap. お願いヴァレンティヌ)                                     | Kōta Ogawa       | Ikuta Machine  | 5:01    |
| 3. | „Kireigoto demo ii ja nai ka?” (jap. キレイゴトでもいいじゃないか?)                | Fumio            | Hiroshi Sasaki | 4:52    |
| 4. | „Suki! Suki! Skip!” (jap. スキ! スキ! スキップ!) (Instrumental)                    | Yūsuke Kobayashi | Seiji Mutō     | 3:56    |
| 5. | „Onegai Valentine” (jap. お願いヴァレンティヌ) (Instrumental)                      | Kōta Ogawa       | Ikuta Machine  | 5:01    |
| 6. | „Kireigoto demo ii ja nai ka?” (jap. キレイゴトでもいいじゃないか?) (Instrumental) | Fumio            | Hiroshi Sasaki | 4:52    |

## Skład zespołu
| „Suki! Suki! Skip!” |
| --- |
| - Team H: Chihiro Anai, Nao Ueki, Aika Ōta, Haruka Kodama, Rino Sashihara, Yuki Shimono, Chiyori Nakanishi, Natsumi Matsuoka, Sakura Miyawaki, Anna Murashige, Aoi Motomura, Madoka Moriyasu, Haruka Wakatabe - Kenkyūsei: Meru Tashima (środek), Mio Tomonaga, Mai Fuchigami |

| „Onegai Valentine” |
| --- |
| - Team H: Chihiro Anai, Nao Ueki, Aika Ōta, Haruka Kodama, Rino Sashihara, Yuki Shimono, Chiyori Nakanishi, Natsumi Matsuoka, Sakura Miyawaki, Anna Murashige, Aoi Motomura, Madoka Moriyasu, Haruka Wakatabe - Kenkyūsei: Meru Tashima (środek), Mio Tomonaga, Mai Fuchigami |

| „Kataomoi no karaage” |
| --- |
| - Team H: Aika Ōta, Sakura Miyawaki (środek), Anna Murashige, Aoi Motomura, Haruka Wakatabe - Kenkyūsei: Yuka Akiyoshi, Izumi Umemoto, Meru Tashima, Yūka Tanaka, Mio Tomonaga, Maiko Fukagawa, Marina Yamada |

| „Ima ga ichiban” |
| --- |
| - Team H: Chihiro Anai, Serina Kumazawa, Haruka Kodama (środek), Rino Sashihara, Natsumi Tanaka, Chiyori Nakanishi, Natsumi Matsuoka, Madoka Moriyasu - Kenkyūsei: Kyōka Abe, Mina Imada, Riko Sakaguchi, Marika Tani |

| „Seifuku no Bambi”                                                |
| ----------------------------------------------------------------- |
| - Team H: Rino Sashihara (środek), Kodama Haruka, Sakura Miyawaki |

| „Kireigoto demo ii ja nai ka?” |
| --- |
| - Kenkyūsei: Raira Itō, Yuriya Inoue, Shino Iwahana, Mashiro Ui, Haruka Ueno, Kanna Okada, Naoko Okamoto, Manami Kusaba, Yui Kojina, Izumi Gotō, Hiroka Komada (środek), Asuka Tomiyoshi |

## Notowania
| Lista                             | Pozycja |
| --------------------------------- | ------- |
| Oricon Weekly Singles Chart       | 1       |
| Oricon Yearly Singles Chart       | 24      |
| Billboard Japan Hot 100           | 2       |
| Billboard Japan Hot Singles Sales | 1       |